# Cheruvari Lakshmanan
Cheruvari Kottieth Lakshmanan (ur. 5 kwietnia 1898 w Kannur, zm. 3 października 1970 w Kalkucie) – indyjski lekkoatleta, uczestnik Letnich Igrzysk Olimpijskich 1924.
Lakshmanan na Letnich Igrzyskach Olimpijskich 1924 startował w jednej konkurencji: biegu 110 m przez płotki (odpadł w eliminacjach).

## Wyniki
| Dystans                    | Eliminacje                         | Ćwierćfinał   | Półfinał      | Finał         | Finał |
| Dystans                    | Eliminacje                         | Ćwierćfinał   | Półfinał      | Wynik         |       |
| -------------------------- | ---------------------------------- | ------------- | ------------- | ------------- | ----- |
| bieg na 110 m przez płotki | 5. miejsce w biegu kwalifikacyjnym | Nie awansował | Nie awansował | Nie awansował |       |